# Peppi en Kokki

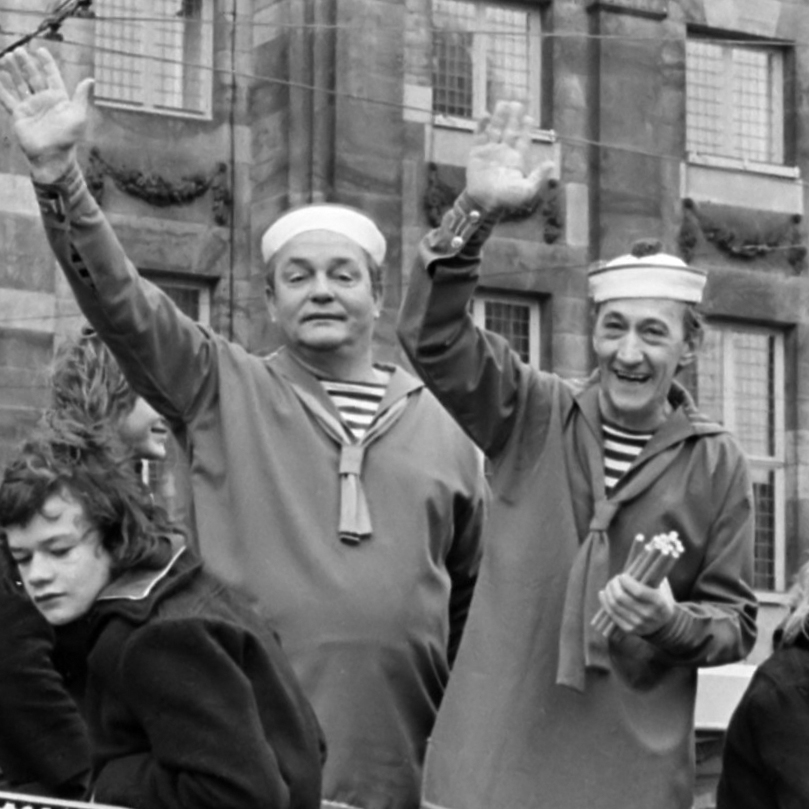
Peppi en Kokki en 1974.

Peppi en Kokki est un duo comique néerlandais, interprété par Gerard van Essen (Peppi, le gros) et Herman Kortekaas (Kokki, le maigre). Du 18 octobre 1972 au 29 mai 1978, un programme pour enfants homonyme autour du duo est également diffusé sur la chaîne de télévision KRO. Les histoires tournent autour des deux marins qui vivent de courtes aventures à la recherche d'un travail pour « gagner des sous ».

## Histoire
En 1942, Gerard Van Essen fonde avec son frère Jacques (Jan) van Essen le groupe De Kamé's (composé d'excentriques comiques, acrobatiques et musicaux). Jacques part en 1957, et Gerard demande à son collègue Herman Kortekaas de travailler avec lui. Le duo se produit en tant que clowns sous les noms de Pipo et Koko. Cela crée une confusion avec l'arrivée de Pipo de Clown à la télévision. Lorsque le duo a l'occasion de passer à la télévision au début des années 1970, dans le cadre de l'émission pour enfants Nogal Wiedus, les noms sont changés en Peppi et Kokki et les clowns deviennent des marins. Après l'arrêt de Nogal Wiedus en 1974, ils obtiennent leur propre série.
Leur numéro s'inspire de celui de Laurel et Hardy et du duo de clowns canadiens Sol et Gobelet. Comme eux, ils utilisent l'humour burlesque Si cet humour est beaucoup plus simple que celui de Laurel et Hardy, c'est parce que Peppi et Kokki s'adressaient principalement aux enfants, comme Sol et Gobelet, alors que leurs homologues américains visaient un public adulte. Comme les premiers films de Laurel et Hardy, les épisodes de Peppi et Kokki sont muets, et comportent une musique de piano et une voix off (Will van Selst et Bob Verstraete) expliquant exactement ce qui se passe. La série télévisée est écrite par Imme Dros, Herman Kortekaas et Nan de Vries, qui l'a également réalisée. Le générique est chanté par Marnix Kappers.
Au milieu des années 1990, l'artiste gabber Gabber Piet interprète un texte basé sur le générique du duo pour son tube Hakke en Zage.